# Музей египетской археологии Питри
Музей египетской археологии Питри — часть Университетского колледжа Лондона с коллекцией более 80 тысяч экспонатов. Один из ведущих мировых музеев с коллекцией египетских и суданских древностей. Назван в честь египтолога Флиндерса Питри.

## История
Музей основан наряду с факультетом египтологии египетской археологии и филологии при Университетском колледже в 1892 году. Первую коллекцию музея составило переданное в дар собрание писательницы Амелии Эдвардс. Затем Флиндерс Питри многие артефакты, найденные в 1913 году, продал Университетскому колледжу, что заложило основы для одного из крупнейших музеев египетских древностей за пределами Египта. После ухода из университета в 1933 году Питри, его коллеги и кураторы продолжили пополнять коллекцию артефактами из Египта и Судана. В 1915 году напечатан первый сборник.
Экспонаты и библиотека музея первоначально были доступны только студентам и преподавателям. Во Вторую мировую войну (1939—1945) коллекцию вывезли из Лондона подальше от бомбардировок. В начале 1950-х годов её перенесли в здание бывшей конюшни, примыкающей к научной библиотеке университетского колледжа Лондона.

## Коллекция
Благотворительный фонд помогает музею сохранять и содержать коллекции. С оцифрованной и каталогизированной коллекцией можно ознакомиться онлайн.
В музее представлены таблички, фаюмские портреты, керамика. Примечательными экспонатами являются: древнейшее льняное платье (ок. 3500 до н. э.); два каменных льва из храма Мина у Коптоса (ок. 3000 до н. э.), фрагмент списка фараонов V династии (ок. 2900 до н. э.), самый ранний пример металла из Египта, древнейшие обработанные человеком железные бусины, ранний пример стекла и цилиндрическая ракушка (ок. 3500 г. до н. э.), завещание на папирусе, старейший гинекологический папирус, единственный из существующих ветеринарный папирус (входят в Папирус Кахуна) и крупнейший архитектурный чертёж храма (ок. 1300 до н. э.).
Собрание костюмов уникально. Помимо древнейшего платья здесь представлены платье танцовщицы из нитей и бусин эпохи пирамид (ок. 2400 до н. э.), две мантии с длинными рукавами того же периода, доспехи из дворца в Мемфисе, а также носки и сандалии Римского периода. В музее имеются экземпляры амарского периода, предметы из нубийских поселений и захоронений, хранится крупнейшая в мире коллекция погребальных портретов мумий Римского периода (I—II века н. э.).
В экспозиции также представлены предметы коптского и исламского периодов Египта.

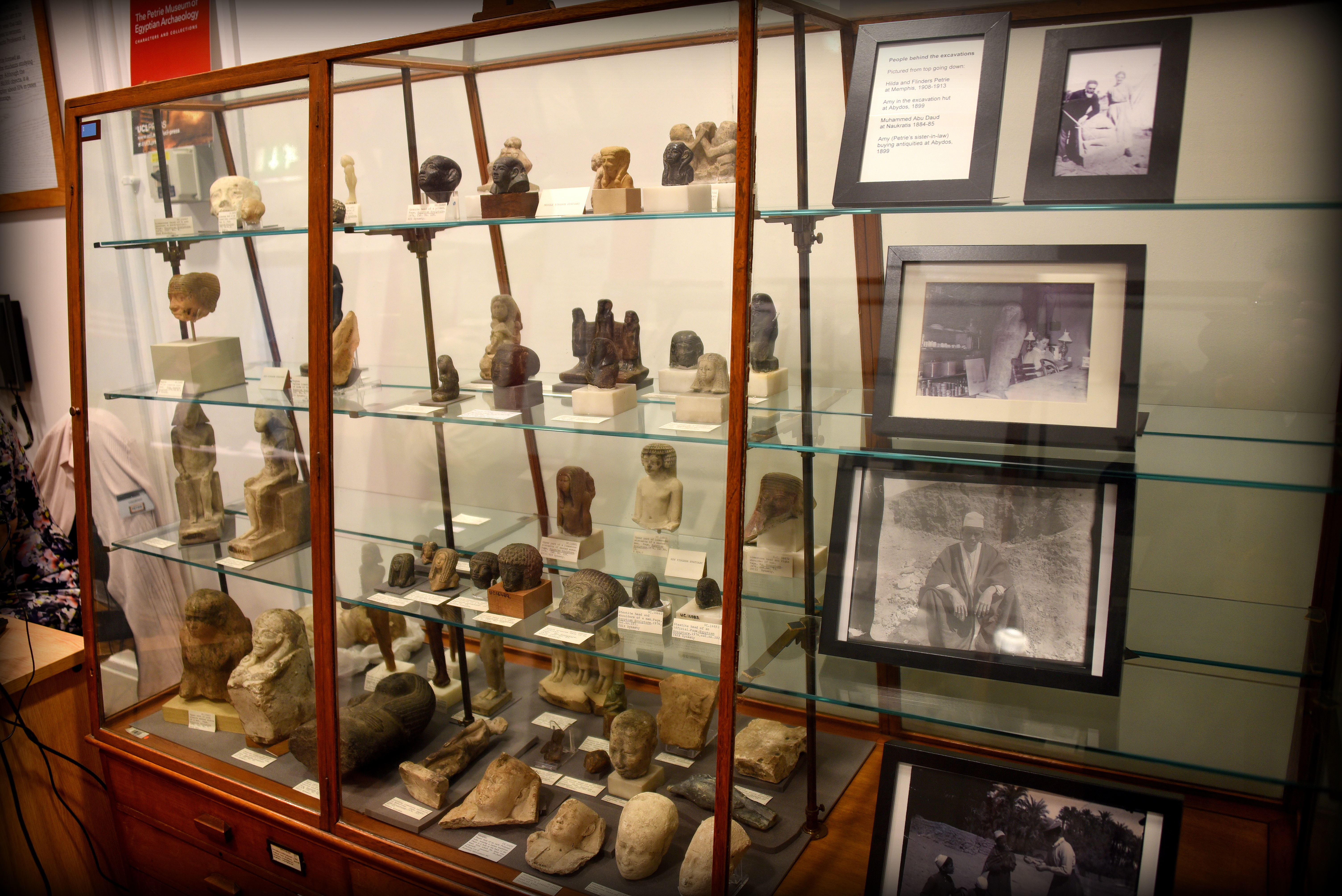
Витрина с экспонатами
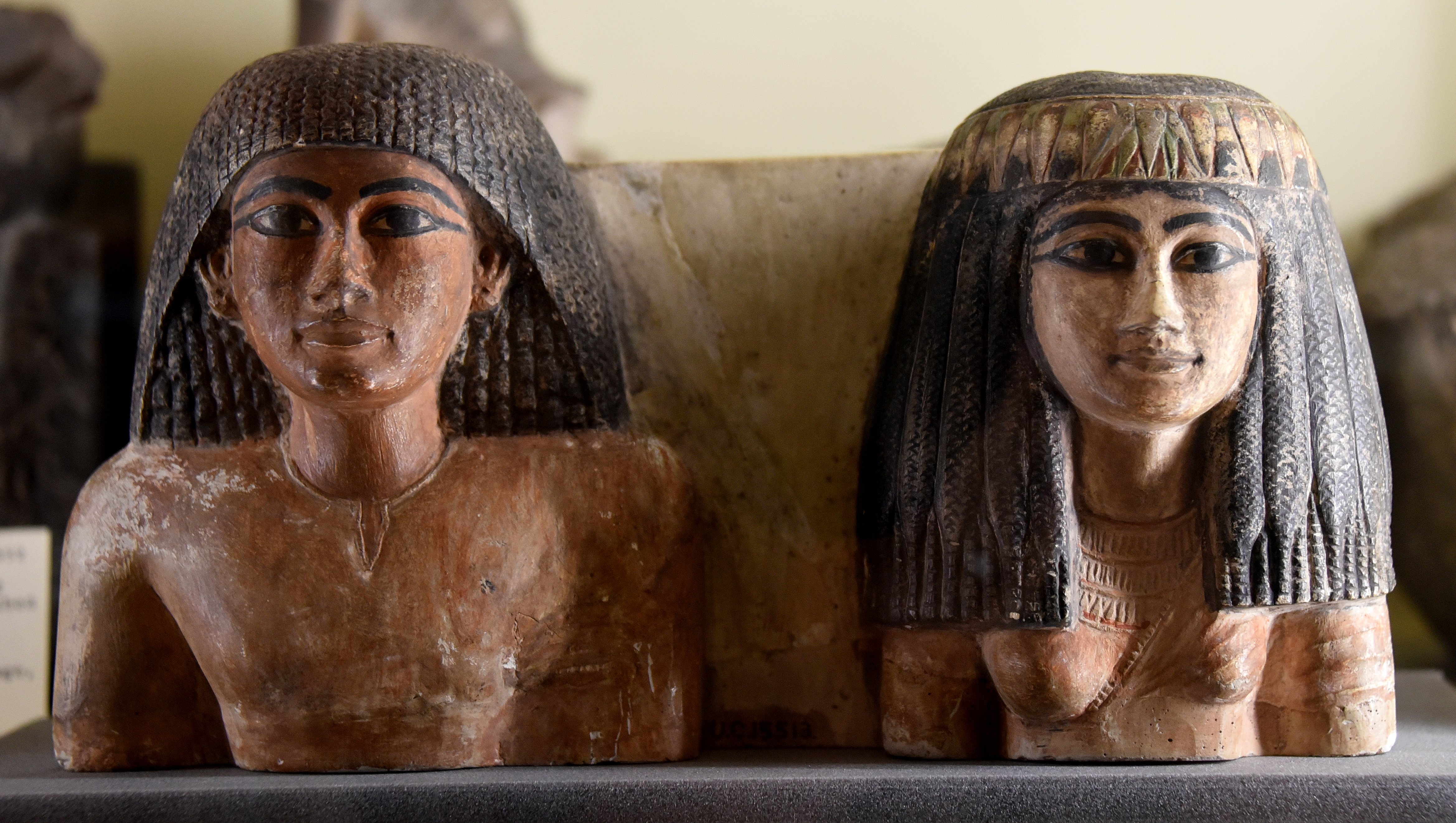
Верхняя часть статуэтки египетского мужчины с супругой. XVIII династия Египта. Из коллекции Амелии Эдвардс.
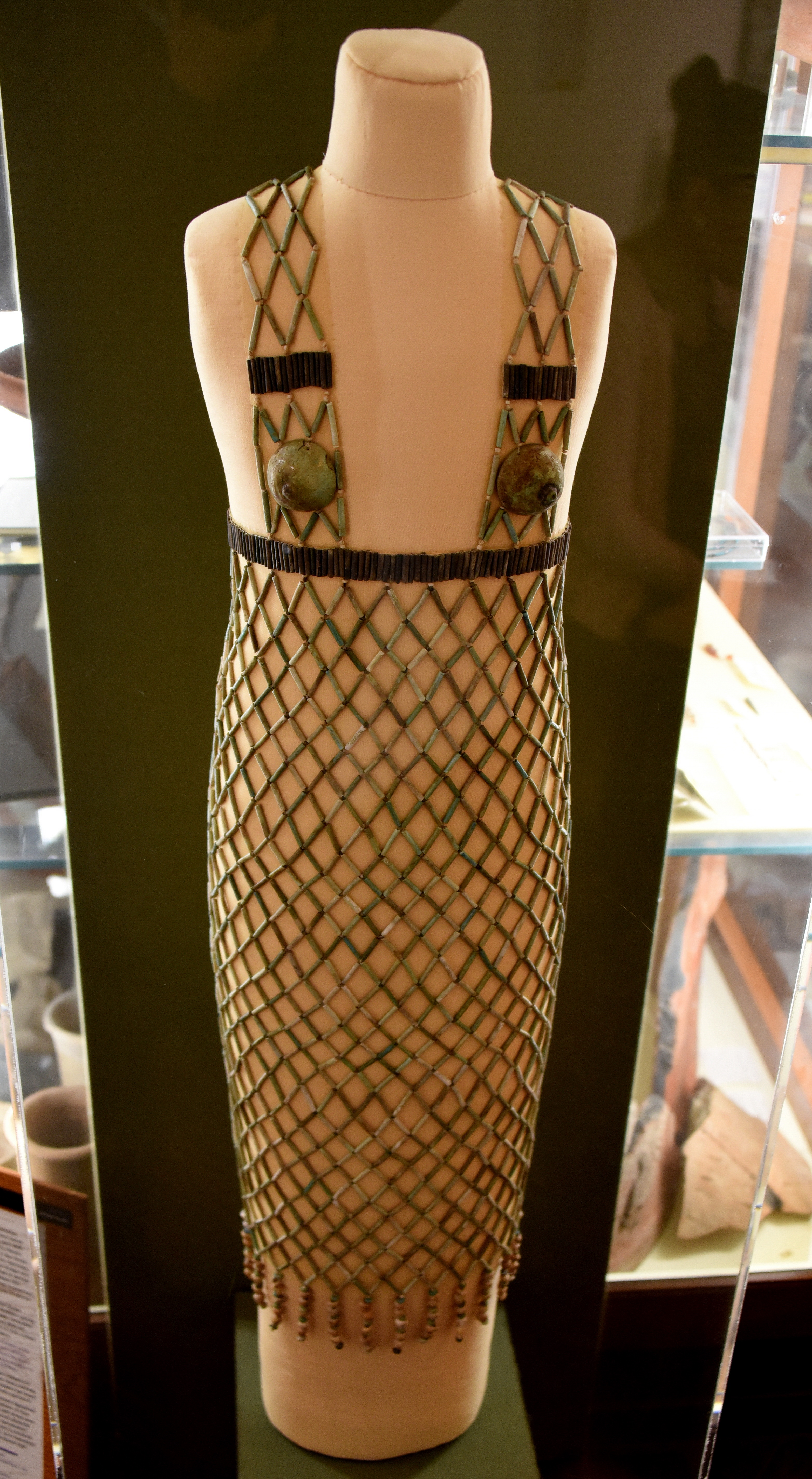
Платье из нитей и бусин V династии (ок. 2400 до н. э.)
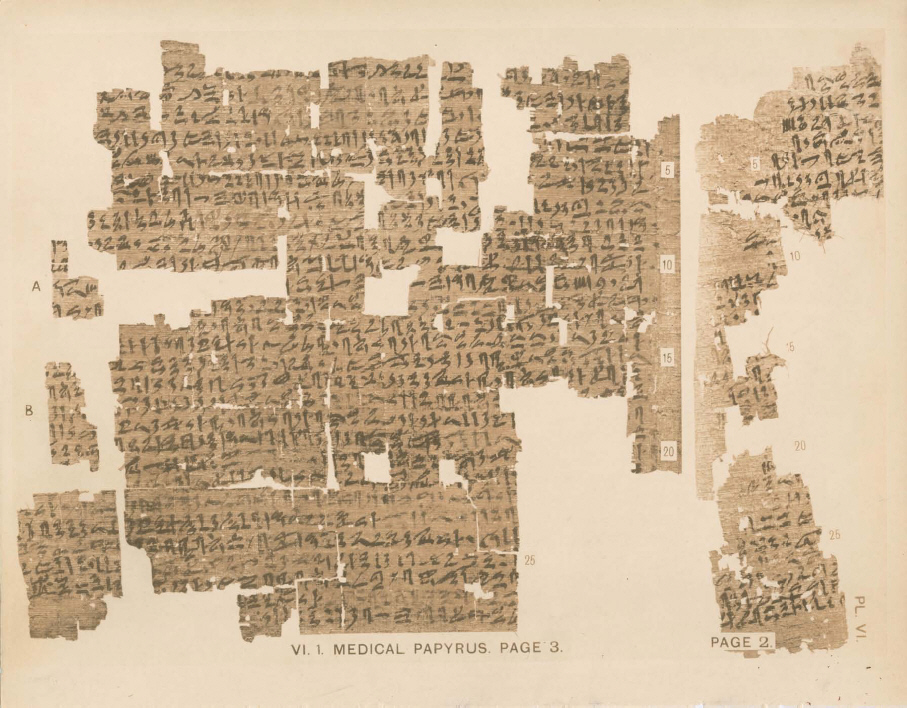
гинекологический папирус из Лахуна. VI. 1, страницы 2 и 3
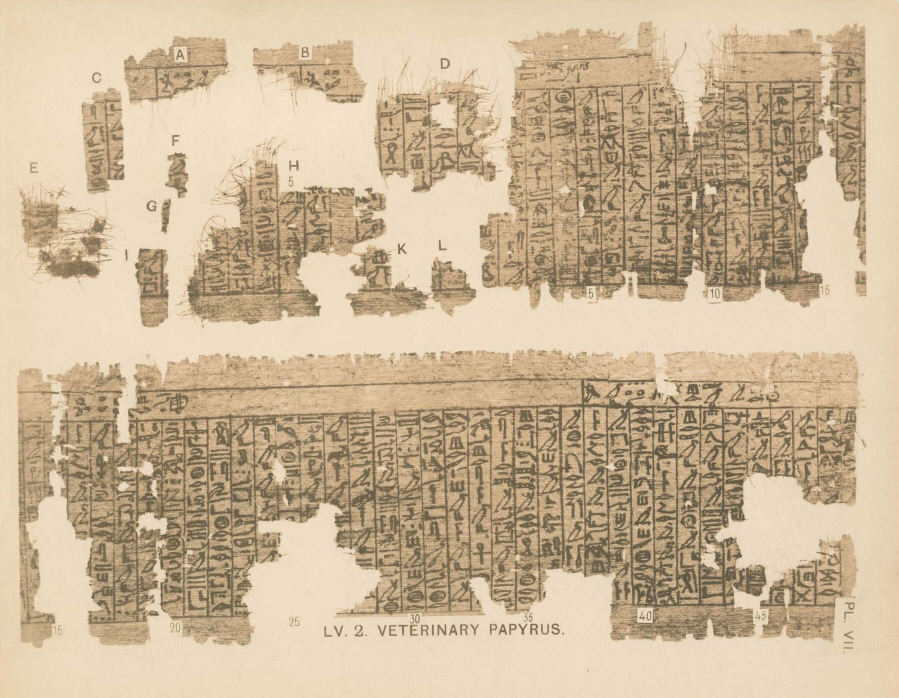
Ветеринарный папирус из Лахуна. LV. 2
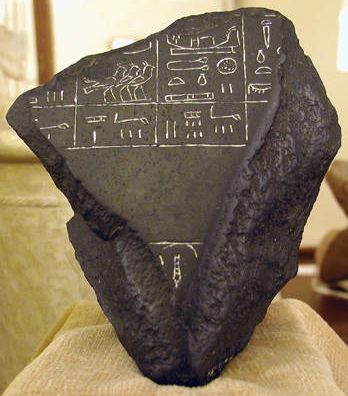
фрагмент списка фараонов V династии (ок. 2900 до н. э.)
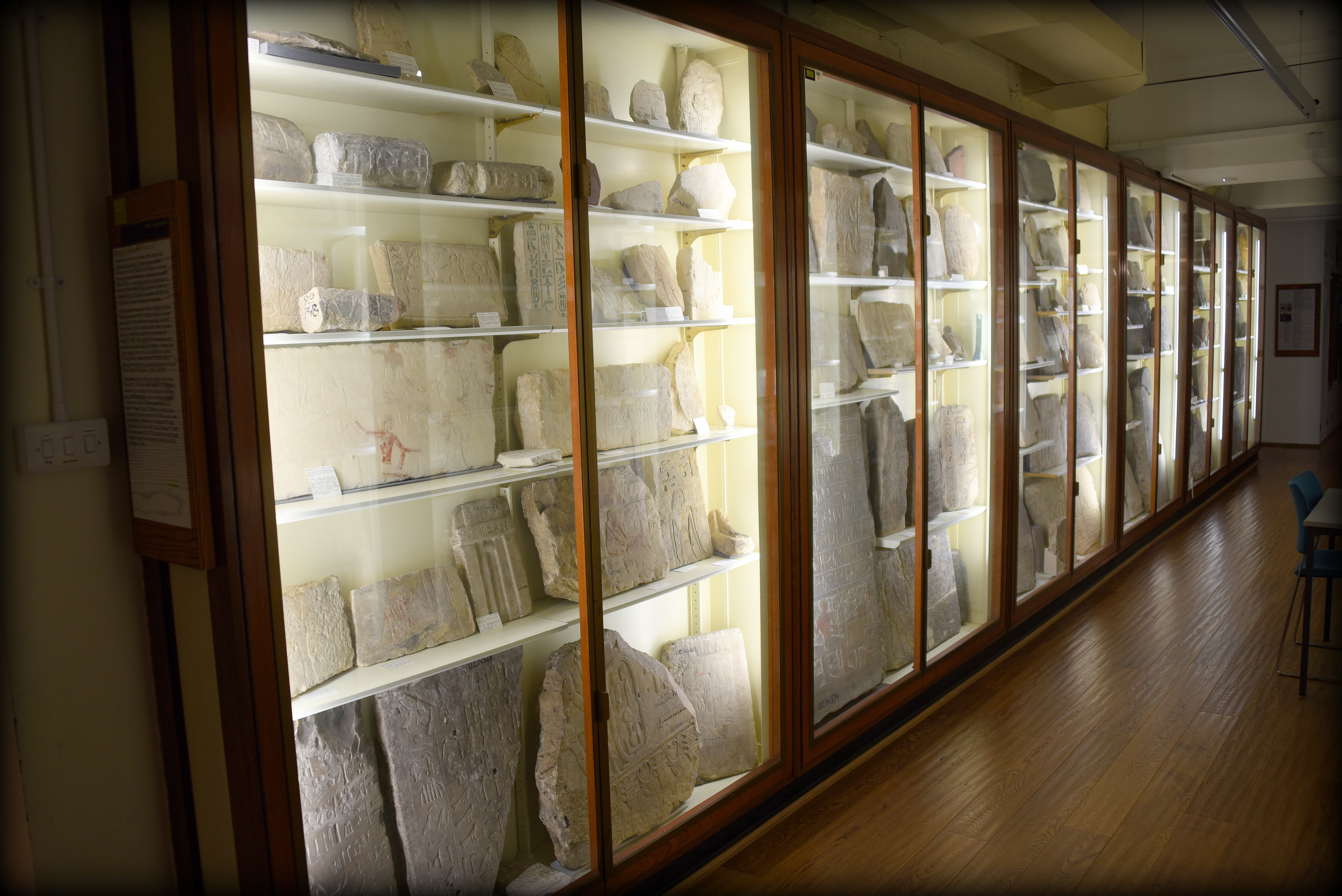
Фрагменты плит и стел

## Туристам
Музей стоит на Малет-плэйс рядом с улицей Гувера. Музей открыт каждый день со вторника по пятницу и в первую половину субботы.